# Botryllophilus constellatus
Botryllophilus constellatus – gatunek widłonoga z rodziny Botryllophilidae. Opisał go w 1866 roku francuski zoolog Charles-Eugène Hesse. W bazie World Register of Marine Species takson ten ma status nomen nudum.